# Моника Джеймс
Моника Джеймс (на английски: Monica James) е австралийска писателка на произведения в жанра любовен роман и нова еротична литература.

## Биография и творчество
Моника Джеймс е родена в Мелбърн, Австралия. Израства под влиянието на романтичната литература. В гимназията пише за училищния вестник. Следва философия в университета „Ла Тробе“ в Мелбърн в периода 2002 – 2005 г.
Първият ѝ роман „I Surrender“ (Предавам се) от едноименната поредица е издаден през 2013 г.
Моника Джеймс живее със семейството си в Мелбърн.

## Произведения

### Самостоятелни романи
- Addicted to Sin (2015)
- Mr. Write (2018)
- Chase The Butterflies (2019)
Танцът на пеперудата, изд. „Анишър“ (2018), прев. Анелия Янева
- Beyond The Roses (2020)

### Серия „Предавам се“ (I Surrender)
1. I Surrender (2013)
2. Surrender to Me (2013)
3. Surrendered (2014)
4. White (2015)

### Серия „Нещо като нормално“ (Something Like Normal)
1. Something Like Normal (2014)
2. Something Like Redemption (2014)
3. Something Like Love (2015)

### Серия „Греховни удоволствия“ (Hard Love Romance)
1. Dirty Dix (2016)
Пристрастен към греха, изд. „Арт Етърнал Синема “ (2018), прев. Мариана Иванова
2. Wicked Dix (2016)
Порочният Дикс, изд. „Арт Етърнал Синема “ (2016), прев. Анна Василева
3. The Hunt (2017)
Порочни страсти: Ловът, изд. „Арт Етърнал Синема“ (2020), прев. Анна Василева

### Серия „Спомени от вчера“ (Memories from Yesterday)
1. Forgetting You, Forgetting Me (2017)
2. Forgetting You, Remembering Me (2018)

### Серия „Греховете на сърцето“ (Sins Of The Heart)
1. Absinthe Of The Heart (2018)
2. Defiance Of The Heart (2018)

### Серия „Всичките красиви неща“ (All The Pretty Things)
1. Bad Saint (2019)
2. Fallen Saint (2019)
3. Forever My Saint (2019)
4. продължение
5. The Devil's Crown-Part One (2020)
6. The Devil's Crown-Part 2 (2020)

Серия „Чудовищата в нас“ (Monsters Within)
Bullseye (2020)
Blowback (2020)

### Серия „Избави ни от злото“ (Deliver Us From Evil)
1. Thy Kingdom Come (2021)
2. Into Temptation (2021)
3. Deliver Us From Evil (2021)

### Сборници
- Kiss Me in the Dark (2020) – с Джана Дарлинг, Кали Харт, Паркър С Хънтингтън, Амо Джоунс, Кора Райли, Алеата Ромиг, Лили Сен Жермен, С. М. Сото, К. Уебстър, С. М. Уилоу Сото Уинтърс и Уилоу Уинтърс